# Dothideomycetes
Dothideomycetes su najveća i najraznovrsnija klasa askomicetnih gljiva. Obuhvata 11 redova 90 porodica, 1.300 rodova i preko 19.000 poznatih vrsta. Vijajavardene et al. su dodali još redova u klasu 2020. godine.
Tradicionalno, većina članova ove klase je bila uključena u lokuloaskomicete, što nije deo trenutno prihvaćene klasifikacije. Ovo ukazuje da nekoliko tradicionalnih morfoloških karakteristika u klasi nije jedinstveno i da su poređenja sekvenci DNK važna za definisanje ove klase.
Oznaka lokuloaskomicete je prvi put predložena za sve gljive koje imaju askolokularni razvoj. Ova vrsta razvoja se odnosi na način na koji se formira polna struktura koja nosi polne spore (askospore). Dotideomiceti uglavnom proizvode strukture nalik tikvicama koje se nazivaju pseudotecije, iako postoje i druge varijacije oblika (npr. videti strukture pronađene u Hysteriales). Tokom askolokularnog razvoja, prvo se formiraju džepovi (lokule) unutar vegetativnih ćelija gljive, a zatim se formiraju sve naredne strukture. Tu spadaju askusi koji, površno, imaju deblji spoljašnji sloj kroz koji 'puca' tanji unutrašnji sloj, kao ookidač za oslobađanje spora. Ovi askusi se stoga nazivaju bitunikati (površno, dva sloja) ili fisitunikati (u kontekstu oslobađanja spora). Nakon nekoliko poređenja DNK sekvenci, sada je jasno da je druga grupa gljiva koje dele ove karakteristike u udaljenom srodstvu. To su „crni kvasci“ iz potklase Chaetothyriomycetidae (Eurotiomycetes). To znači da lokuloaskomicete ne sačinjavaju prirodnu grupu.

## Spoljašnje veze
- Tree of Life Dothideomycetes
- Schoch, Conrad L.; Spatafora, Joseph W.; Lumbsch, H. Thorsten; Huhndorf, Sabine M.; Hyde, Kevin D.; Groenewald, Johannes Z.; Crous, Pedro W. (2009). A phylogenetic re-evaluation of Dothideomycetes (PDF). Studies in Mycology. 64. CBS-KNAW Fungal Biodiversity Centre. стр. 1—15S10. ISBN 978-90-70351-78-6. ISSN 1872-9797. PMC 2816964 . PMID 20169021. doi:10.3114/sim.2009.64.01. Архивирано из оригинала (PDF) 24. 08. 2017. г. Приступљено 15. 12. 2023.